# 溪南山遠環蚓
溪南山遠環蚓（学名：Amynthas shinanmontis）为巨蚓科遠環蚓屬下的一个种。